# ريان غلاسغو
ريان غلاسغو (بالإنجليزية: Ryan Glasgow)‏ هو لاعب كرة قدم أمريكية أمريكي، ولد في 30 سبتمبر 1993 في أورورا في الولايات المتحدة.

## وصلات خارجية
- ريان غلاسغو على موقع مرجع كرة القدم المحترفة.كوم (الإنجليزية)